# Taiwan Beer Leopards
I Taiwan Beer Leopards (台啤永豐雲豹) sono una società cestistica avente sede a Taoyuan, Taiwan. Fondati nel 2021, attualmente giocano nella Taiwan Professional Basketball League.

## Storia
La squadra è stata fondata ufficialmente il 6 agosto 2021, dallo sforzo congiunto dell'amministrazione della città di Taoyuan e di una serie di start-up di Taiwan. I Leopards sono stati una delle sei squadre che ha preso parte alla edizione inaugurale della T1 League, nella stagione 2021-2022.
La squadra è diventata nota per aver ingaggiato, per la stagione 2022-2023, il campione NBA Dwight Howard. Ma nonostante il suo apporto sul campo, i Leopards conclusero, la loro seconda annata nella T1 League, con un deludente sesto posto, ed ultimo posto, nella stagione regolare, che non permise alla squadra di accedere ai play-off.

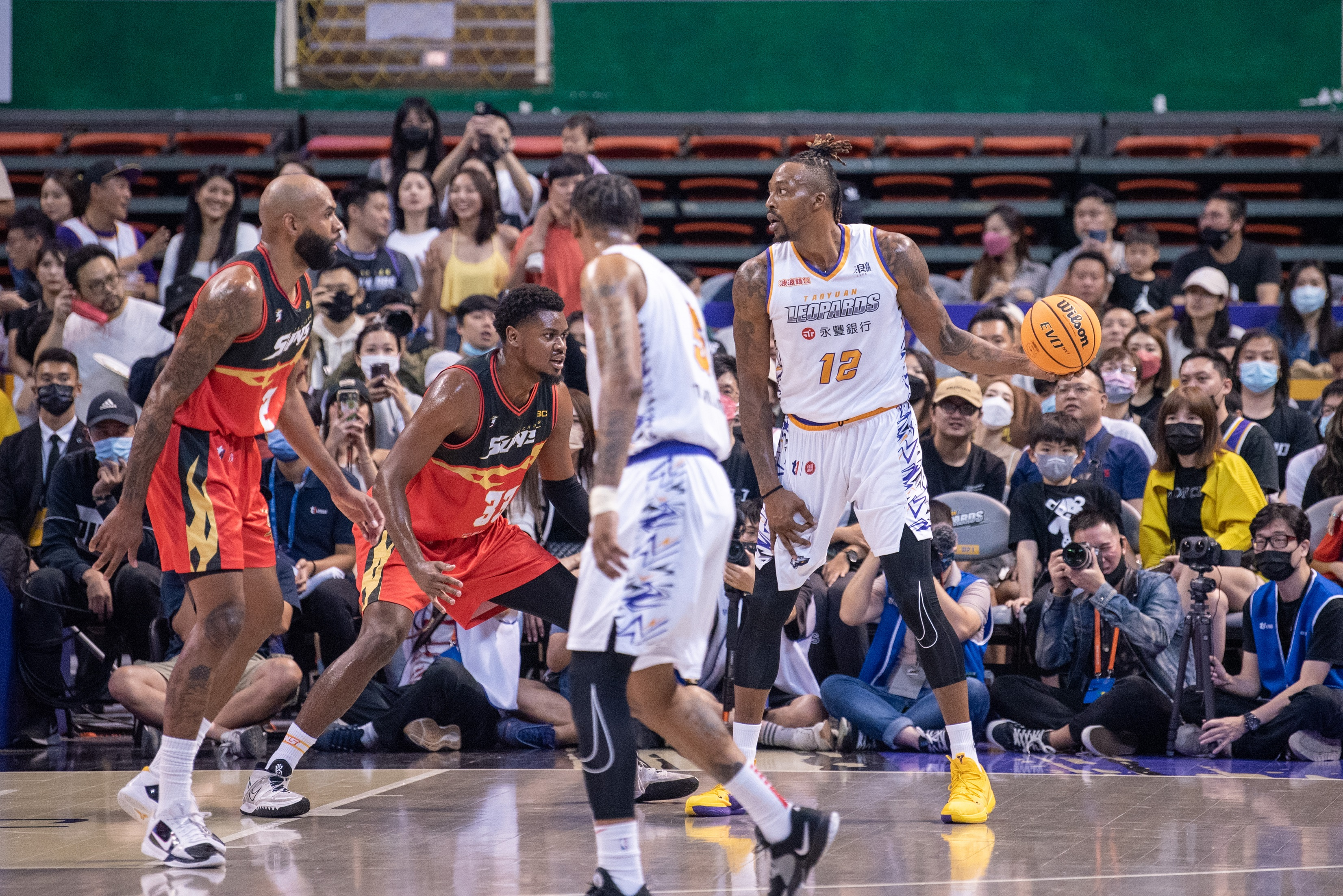
Dwight Howard con la maglia dei Leopards nel 2022

Il 4 luglio 2023 i Leopards annunciano di aver concluso l'accordo per la fusione con i Taiwan Beer HeroBears, altra squadra militante nella T1 League con sede a Taipei. La squadra annunciò anche di conseguenza un cambio di denominazione, assumento il nome di Taiwan Beer Leopards.
Nella stagione 2023-2024 della T1 League i Leopards mostrarono molti miglioramenti, tanto da concludere la stagione regolare al secondo posto in classifica con 18 vittorie e 10 sconfitte, con una sola partita persa in più dei New Taipei CTBC DEA; dal dicembre 2023 la squadra potette contare anche sull'aiuto di DeMarcus Cousins, che venne prima firmato per un mese e successivamente confermato fino al termine della stagione. Grazie al secondo posto in classifica la squadra ottenne l'accesso diretto alle semifinali, dove si impose per 3-0 nella serie contro i Kaohsiung Aquas ed ottenne per la prima volta il pass per le finali. Nelle finali si affrontarono coi Taipei Taishin Mars ma, trascinati da DeMarcus Cousins che al termine della serie verrà nominato MVP delle finali, i Leopards si imposerp per 4-0 sui Mars, conquistando il loro primo titolo nella T1 League.
Il 9 luglio 2024 i Leopards hanno annuncio che per la stagione 2024-2025 si uniranno alla Taiwan Professional Basketball League (TPBL), nuova lega professionistica nata a Taiwan.

## Palmarès
- T1 League: 1

2023-24

## Organico

### Roster 2024-2025
Il roster per la stagione sportiva 2024-2025
|    | Naz.                                        | Ruolo | Sportivo             | Anno | Alt. | Peso |  |
| -- | ------------------------------------------- | ----- | -------------------- | ---- | ---- | ---- |  |
| 2  | Guam (bandiera) · Stati Uniti (bandiera)    | AP    | Earnest Ross         | 1991 | 198  | 102  |  |
| 5  | Taiwan (bandiera)                           | PG    | Gao Jin-Wei          | 2000 | 176  | 66   |  |
| 8  | Taiwan (bandiera)                           | G     | Wang Jhe-Yu          | 2002 | 190  | 88   |  |
| 10 | Taiwan (bandiera)                           | AG    | Ting Kuang-Hao       | 2000 | 192  | 86   |  |
| 11 | Taiwan (bandiera)                           | G     | Chuang Po-Yuan       | 2000 | 185  | 85   |  |
| 12 | Taiwan (bandiera)                           | AG    | Lin Sin-Kuan         | 2002 | 192  | 97   |  |
| 24 | Liberia (bandiera) · Stati Uniti (bandiera) | AP    | Lasan Kromah         | 1991 | 198  | 91   |  |
| 27 | Taiwan (bandiera)                           | AP    | Huang Jhen           | 1990 | 193  | 86   |  |
| 28 | Taiwan (bandiera)                           | AG    | Chen Chun-Han        | 1997 | 196  | 90   |  |
| 31 | Taiwan (bandiera)                           | AP    | Tung Yung-Chuan      | 1999 | 190  | 92   |  |
| 33 | Taiwan (bandiera)                           | AG    | Wang Hao-Chi         | 1989 | 195  | 95   |  |
| 41 | Stati Uniti (bandiera)                      | AG    | Devin Williams       | 1995 | 206  | 122  |  |
| 55 | Lituania (bandiera)                         | C     | Egidijus Mockevičius | 1992 | 208  | 108  |  |
| 72 | Taiwan (bandiera)                           | PG    | Lu Chi-Erh           | 1992 | 187  | 80   |  |
| 82 | Taiwan (bandiera)                           | C     | Liu Yuan-Kai         | 1991 | 206  | 105  |  |

### Staff tecnico
| Ruolo                 | Nome               |
| --------------------- | ------------------ |
| Capo Allenatore       | Charles Dubé-Brais |
| Assistente            | Jeffrey Dosado     |
| Assistente            | Vincent Plante     |
| Preparatore Atletico  | Chen Wei-Chih      |
| Preparatore Atletico  | Cheng Po-Wei       |
| Allenatore Condizione | Chen Tzu-Yi        |
| Allenatore Condizione | Chen Ting-Wei      |

## Allenatori
| Nome               | Anni          | Totale | Totale | Totale | Totale | Stagione regolare | Stagione regolare | Stagione regolare | Stagione regolare | Playoff | Playoff | Playoff | Playoff |
| Nome               | Anni          | G      | V      | S      | Per.   | G                 | V                 | S                 | Per.              | G       | V       | S       | Per.    |
| ------------------ | ------------- | ------ | ------ | ------ | ------ | ----------------- | ----------------- | ----------------- | ----------------- | ------- | ------- | ------- | ------- |
| Wang Chih-Chun     | 2021–2022     | 22     | 5      | 17     | .227   | 22                | 5                 | 17                | .227              | 0       | 0       | 0       | -       |
| Su Yi-Chieh        | 2022          | 5      | 1      | 4      | .200   | 5                 | 1                 | 4                 | .200              | 0       | 0       | 0       | -       |
| Liu Chia-Fa        | 2022–2023     | 25     | 7      | 18     | .280   | 24                | 7                 | 17                | .292              | 1       | 0       | 1       | .000    |
| John Bennett       | 2023          | 9      | 1      | 8      | .111   | 9                 | 1                 | 8                 | .111              | 0       | 0       | 0       | -       |
| Michael Olson      | 2023–2024     | 12     | 8      | 4      | .667   | 12                | 8                 | 4                 | .667              | 0       | 0       | 0       | -       |
| Chou Chun-San      | 2024          | 4      | 3      | 1      | .750   | 4                 | 3                 | 1                 | .750              | 0       | 0       | 0       | -       |
| Charles Dubé-Brais | 2024–presente | 36     | 22     | 14     | .611   | 29                | 15                | 14                | .517              | 7       | 7       | 0       | 1.000   |
| Totale             | Totale        | 113    | 47     | 66     | .416   | 105               | 40                | 65                | .381              | 8       | 7       | 1       | .875    |

## Giocatori famosi
Locali
- Chang Chih-Feng (張智峰)
- Chiang Yu-An (蔣淯安)
- Gao Jin-Wei (高錦瑋)
- Huang Jhen (黃鎮)
- Lee Chi-Wei (李啟瑋)
- Lin Sin-Kuan (林信寬)
- Lin Yi-Huei (林宜輝)
- Su Yi-Chieh (蘇翊傑)
- Wang Hao-Chi (王皓吉)

Import
- DeMarcus Cousins
- Deyonta Davis
- Michael Efevberha
- Dwight Howard
- Daniel Johnson
- Adam Łapeta
- Egidijus Mockevičius
- Daniel Orton
- Earnest Ross
- Larry Sanders
- Devin Williams
- Troy Williams
- Lasan Kromah